# Gavi (cầu thủ bóng đá)
Pablo Martín Páez Gavira (phát âm tiếng Tây Ban Nha: [ˈpa.βlo maɾˈtim ˈpa.eθ ɣaˈβiɾa]; sinh ngày 5 tháng 8 năm 2004), thường được biết đến với tên gọi Gavi (phát âm [ˈɡaβi]), là một cầu thủ bóng đá chuyên nghiệp người Tây Ban Nha hiện đang thi đấu ở vị trí tiền vệ cho câu lạc bộ La Liga Barcelona và đội tuyển bóng đá quốc gia Tây Ban Nha.

## Sự nghiệp Câu lạc bộ

### Sự nghiệp ban đầu
Sinh ra ở Los Palacios y Villafranca, Andalusia, Gavi bắt đầu ở La Liara Balompié, một câu lạc bộ địa phương, và từ đó anh chuyển đến học viện đào tạo trẻ của Real Betis. Ghi 95 bàn cho đội trẻ của Real Betis, Gavi được các đội bóng hàng đầu của Tây Ban Nha, bao gồm Villarreal, Real Madrid và Atlético Madrid, săn đón.

### Barcelona

#### Sự nghiệp đội trẻ
Năm 2015, khi chỉ mới 11 tuổi, anh ký hợp đồng với FC Barcelona.
Vào tháng 9 năm 2020, anh ký hợp đồng chuyên nghiệp đầu tiên với câu lạc bộ xứ Catalan, và được đôn lên đội U-19 từ đội U-16. Sau màn trình diễn tốt với đội trẻ Barcelona, Gavi được huấn luyện viên Ronald Koeman đưa vào đội hình chính trước vào mùa giải 2021–22.

#### Mùa giải 2021–22
Sau hai lần ra sân cho Barcelona B trong mùa giải 2020–21 tại Segunda División B, Gavi được đôn lên đội 1 cho các trận giao hữu trước mùa giải. Sau những màn trình diễn tốt trong các chiến thắng trước Gimnàstic de Tarragona và Girona, Gavi được cho là đã trở thành lựa chọn tốt hơn Riqui Puig trong đội hình của Koeman. Anh tiếp tục phong độ tốt này trong chiến thắng 3–0 trước đối thủ VfB Stuttgart, được so sánh với huyền thoại Xavi.
Vào ngày 29 tháng 8 năm 2021, anh chơi trận đấu chính thức đầu tiên cho đội 1 của Barcelona trong chiến thắng 2–1 La Liga trước Getafe, vào sân thay cho Sergi Roberto ở phút 73. Vào ngày 18 tháng 12, anh ghi bàn thắng đầu tiên cho câu lạc bộ và kiến tạo trong chiến thắng 3–2 trên sân nhà trước Elche.

## Sự nghiệp quốc tế
Vào ngày 30 tháng 9 năm 2021, Gavi bất ngờ được triệu tập lên đội tuyển bóng đá quốc gia Tây Ban Nha. Anh đã có trận ra mắt trong bán kết UEFA Nations League giành chiến thắng trước Ý vào ngày 6 tháng 10, trở thành cầu thủ trẻ nhất thi đấu cho Tây Ban Nha ở đội tuyển quốc gia. Anh thi đấu 75 phút trong trận chung kết đấu với Pháp vào ngày 10 tháng 10, Tây Ban Nha chịu thất bại 2-1. Vào ngày 5 tháng 6 năm 2022, Gavi ghi bàn thắng quốc tế đầu tiên trong trận đấu với Cộng hòa Séc trên sân khách tại UEFA Nations League 2022–23, trở thành cầu thủ trẻ nhất từng ghi bàn cho Tây Ban Nha ở cấp độ đội tuyển quốc gia.

## Phong cách thi đấu
Năm 2021, Graham Hunter của ESPN ca ngợi Gavi là một cầu thủ trẻ đầy triển vọng, so sánh anh với các tiền vệ cũ của FC Barcelona là Xavi và Andrés Iniesta do những phẩm chất của một tiền vệ, bao gồm khả năng rê dắt, dự đoán, sự thông minh, tầm nhìn, qua người, đỡ bước một, kiểm soát chặt chẽ, thay đổi nhịp độ và khả năng xoay sở nhanh chóng để thoát ra khỏi không gian chật hẹp và bắt đầu các đợt phản công. Sau màn trình diễn của Gavi trong chiến thắng ở bán kết của Tây Ban Nha trước Ý trong trận Chung kết UEFA Nations League 2021, hậu vệ người Ý Emerson Palmieri đã mô tả Gavi là một cầu thủ "có tiềm năng rất lớn".

## Thống kê sự nghiệp

### Câu lạc bộ
Tính đến 8 tháng 11 năm 2022
| Câu lạc bộ          | Mùa giải            | Giải đấu              | Giải đấu | Giải đấu | Cúp quốc gia | Cúp quốc gia | Châu lục | Châu lục | Khác | Khác | Tổng cộng | Tổng cộng |
| Câu lạc bộ          | Mùa giải            | Hạng đấu              | Trận     | Bàn      | Trận         | Bàn          | Trận     | Bàn      | Trận | Bàn  | Trận      | Bàn       |
| ------------------- | ------------------- | --------------------- | -------- | -------- | ------------ | ------------ | -------- | -------- | ---- | ---- | --------- | --------- |
| Barcelona B         | 2020–21             | Segunda División B    | 2        | 0        | –            | –            | –        | –        | 0    | 0    | 2         | 0         |
| Barcelona B         | 2021–22             | Primera División RFEF | 1        | 0        | –            | –            | –        | –        | 0    | 0    | 1         | 0         |
| Barcelona B         | Tổng cộng           | Tổng cộng             | 3        | 0        | 0            | 0            | 0        | 0        | 0    | 0    | 3         | 0         |
| Barcelona           | 2021–22             | La Liga               | 34       | 2        | 2            | 0            | 11       | 0        | 1    | 0    | 47        | 2         |
| Barcelona           | 2022–23             | La Liga               | 14       | 0        | 0            | 0            | 5        | 0        | 0    | 0    | 19        | 0         |
| Barcelona           | Tổng cộng           | Tổng cộng             | 48       | 2        | 1            | 0            | 16       | 0        | 0    | 0    | 66        | 2         |
| Tổng cộng sự nghiệp | Tổng cộng sự nghiệp | Tổng cộng sự nghiệp   | 51       | 2        | 1            | 0            | 16       | 0        | 1    | 0    | 69        | 2         |

1. ↑  6 lần ra sân tại UEFA Champions League, 3 lần ra sân tại UEFA Europa League
2. ↑  Ra sân tại Supercopa de España

### Đội tuyển quốc gia
Tính đến 12 tháng 9 năm 2023
| Tây Ban Nha | Tây Ban Nha | Tây Ban Nha | Tây Ban Nha |
| Năm         | Trận        | Bàn         |             |
| ----------- | ----------- | ----------- | ----------- |
| 2021        | 4           | 0           |             |
| 2022        | 13          | 3           |             |
| 2023        | 6           | 1           |             |
| Tổng cộng   | 23          | 4           |             |

### Bàn thắng quốc tế
Tính đến 12 tháng 9 năm 2023
| STT | Ngày                 | Địa điểm                                              | Đối thủ      | Bàn thắng | Kết quả | Giải đấu                    |
| --- | -------------------- | ----------------------------------------------------- | ------------ | --------- | ------- | --------------------------- |
| 1   | 6 tháng 6 năm 2022   | Sân vận động Sinobo, Praha, Cộng hòa Séc              | Cộng hòa Séc | 1–1       | 2–2     | UEFA Nations League 2022–23 |
| 2   | 17 tháng 11 năm 2022 | Sân vận động Quốc tế Amman, Amman, Jordan             | Jordan       | 2–0       | 3–1     | Giao hữu                    |
| 3   | 23 tháng 11 năm 2022 | Sân vận động Al Thumama, Doha, Qatar                  | Costa Rica   | 5–0       | 7–0     | FIFA World Cup 2022         |
| 4   | 12 tháng 9 năm 2023  | Sân vận động Nuevo Los Cármenes, Granada, Tây Ban Nha | Síp          | 1–0       | 6–0     | Vòng loại UEFA Euro 2024    |

## Danh hiệu

### Câu lạc bộ
Barcelona
- La Liga: 2022–23
- Supercopa de España: 2022–23, 2025[23]

### Đội tuyển quốc gia
- UEFA Nations League: 2022–23; á quân 2020–21

### Cá nhân
- Trofeo Aldo Rovira: 2021-2022
- Golden Boy: 2022[24]
- Kopa Trophy: 2022